# Хаттусілі I
Лабарна II (потім Хаттусілі I; Лапарнас, Хаттусіліс) — цар Хетського царства, правив приблизно в 1650–1620 до н. е. Онук царя Куссара Пухасуми (Пу-Шаррума); син дочки Пухасуми і брата Тавананни, дружини його попередника Лабарни I. В титулатурі Хаттусілі підкреслювалося, що він син брата Тавананни, з чого зрозуміло, що саме з особистістю цієї цариці були пов'язані його права на престол. Коли Хаттусіліса вступив на трон, його батько був ще живий. За життя Лабарни I Хаттусілі, мабуть, правив містом Санахвітта. Спочатку Хаттусілі носив царське ім'я Лабарна (II); нове тронне ім'я Хаттусілі (дослівно «Хаттуський») він отримав тому, що із стратегічних міркувань переніс центр свого царства з Куссара на північ в Хаттусу.

## Підпорядкування Північної Сирії
Хаттусілі був одним з найвизначніших царів-завойовників Хетського царства. Уже в перший рік свого правління він здійснив похід проти міста Санвітта (аккад. Шахуітта). Хети спустошили околиці цього міста, але саме місто зруйновано не було. Залишивши гарнізони своїх воїнів у цій області, Хаттусілі рушив проти міста Цальпи (це не та Цальпа, яка розташована в Центральній частині Малої Азії, а інша Цальпа, Аккад. Цалбар, на підступах до Північної Сирії), захопив це місто і повністю зруйнував його. Захоплені трофеї, у вигляді статуй богів і цінностей, були передані в дар Сонячної богині Вурунсему в місто Арінна, храму Бога Грози Тару і храму Меццули.
На наступний рік Хаттусілі вторгся вже в Північну Сирію. Згідно зі своїми анналами, Хаттусілі захопив місто Алалах (хет. Алалха) і зруйнував його (але археологічні розкопки не підтверджують руйнування міста за часів правління Хаттусілі). Сучасником Хаттусілі був цар Алалаха Аммітакум, після якого правили ще два його наступника Хаммурапі і Іркабтум. Археологічний шар, який відповідає правлінню Іркабтума, носить сліди руйнувань, але це треба вже віднести до часу правління наступника Хаттусілі Мурсілі I). Ймовірно, цей похід був зроблений з метою пограбування і захоплення здобичі, і Хаттусили не ставив собі в завдання зруйнувати місто. Потім Хаттусілі осадив добре укріплене місто Уршу (хетська. Варсува), розташований на правому березі Євфрата, на північ від Каркемиша. Так як з ходу взяти Уршу хетам не вдалося, вони зайнялися спустошенням прилеглих районів; захопили міста Ігакаліш (хетська. Ікакалі), Тасхінію; можливо, що в цей час хети підпорядкували і Лухуццантію (пізніше Лаваццантія), яка згідно з текстом про облогу Уршу вже знаходилася в руках хетів. Зосередивши великі військові сили (аннали Хаттусіліса згадують 80 бойових колісниць і 8 військ) і застосувавши всі досягнення військової техніки того часу (вежі, тарани, «гору», окопні роботи), хетам вдалося взяти і Уршу. Північна Сирія кінця XVII століття до н. е. була країною більш багатою, ніж Мала Азія і тут, крім звичайних стад, Хаттусілі захопив багато срібних скульптур та інших ремісничих виробів, якими потім прикрасив збудовані ним храми і палаци.

## Вторгнення хурритів
На 3-му році свого правління Хаттусілі почав похід в країну Арцаву, на захід Малої Азії. Але в той час, коли військо хетів на чолі з царем вело війни в Арцаві, хуррити з Ханігальбата (в Північній Месопотамії) вторглися в межі Хетського царства, в результаті чого повстало багато підвладних хетам східних областей (початок 4-го року правління Хаттусіліса). Аннали Хаттусілі кажуть, що тільки місто Хаттуса залишився вірний йому. Ймовірно, мітаннійці були покликані на допомогу дрібними царками Малої Азії та Північної Сирії, які самі не мали військ, здатних зупинити наступ хетів. Один фрагментарний Древньохеттський текст прямо повідомляє про покликання хурритів на допомогу країною Іланцуру (розташована на захід від Євфрата, в напрямку Хальпи). Текст говорить, що: "коли ми (тобто хетти) країну Іланцуру пригнобили (тобто поставили перед загрозою завоювання), то цар Іланцури до царів (тобто племінних вождів) війська Хурра — до Уванті, Урутітті, Арка […] і Увагаццані звернувся за допомогою, і як подарунки послав їм золоті кубки". Не виключено, що хуррити завдали ударів тодішньої столиці — Куссару, а також іншим великим містам хетів. Можливо, що саме цей напад послужило вирішальним приводом для перенесення політичного та адміністративного центру з Куссара в Хаттусу.

## Придушення заколотів викликаних нашестям хурритів
Хаттусілі відбив навалу хурритів і приступив до упокорення підвладних країн, що повстали під час їх навали. Вже в тому ж 4-му році він домігся покірності від міста Ненасси, який добровільно відчинив йому ворота. Після чого хети рушили в країну міста Ульма (Уламма, Уллумма), у двох битвах розгромили заколотників, спустошили країну і зруйнували місто. На зворотному шляху з Ульм, Хаттусили спалив місто Салахсуву (можливо Аккад. Шахшува), а його жителів звернув в рабство.
На 5-му році правління Хаттусили зруйнував місто Санахвітту після шестимісячної облоги. Потім хетти захопили міста Аппая і Уммая, причому останній зазнав повного руйнування. Потім вони виступили проти царя міста Парманна, який очолив коаліцію антихеттских сил, але заколотники здалися без бою і відчинили Хаттусили ворота. Захопивши і зруйнувавши місто Алахха, Хаттусілі повернувся в Хаттусилісом, вже як до своєї столиці.

## Відновлення війни в Сирії
Придушивши заколоти в східних і південно-східних областях свого царства, Хаттусили відновив військові дії проти міст-держав Північної Сирії. Тут йому довелося зіткнутися з царством Ямхад (зі столицею Халапа / Хальпа), що здійснює тут місцеву гегемонію. На 6-му році Хаттусілі захопив місто Зарунті (хетська. Царуна) і зруйнував його. Після чого Хетське військо виступило в похід проти великого міста Хашшу (хетська. Хассува). На допомогу Хашшу поспішив цар Хальпи Ярімлім III з двома полководцями: Зуграші (хетська. Цукрасі) — начальником загонів «вкушу» і Залуді ( хетська. Цалуті) — начальником «війська Манді» (Умма-Манда — термін, раз у раз з'являється в клинописної літературі різних епох, залишається загадковим. Військо Манді здавна було билинним найменуванням північного, рухомого «варварського» народу, то одного, то іншого в залежності від історичних умов. У пізніші часи їм називали, то кімерійців і скіфів, то мідян, але хто їм позначався спочатку, невідомо). В горах Адалур (на північ від Каркемиша) Ярімлім був розгромлений і там, мабуть, загинув, як про це повідомляє документ з алалахського архіву, вождь халапських загонів «вкушу» Зуграші. Хетське військо по п'ятах переслідувало противника, через кілька днів переправилося через річку Пурун (Аккад. Пуран, можливо це Євфрат, хоча звичайна хетська назва Євфрату це не Пурун, а Мала) і завдало йому поразки в його власній країні. Місто Хашшу було зруйноване і піддане вогню, а Хаттусілі особисто відрубав голову синові правителя цього міста. Після чого хетти зайняли місто Ціппасна і підступили до міста Хахха (хетська. Хаххум, близько суч. Самсата) і, вигравши три битви на підступах до цього міста, захопили його. У своїх анналах Хаттусілі повідомляє, що місто Хахха не вдалося спалити навіть Саргону акадському, тим часом як він, Хаттусілі, не тільки спалив Хахху, але упряг царя Хаххі і царя Хашшу, як упряжних биків у свою колісницю.

## Мирний договір з Ямхад
Аннали Хаттусілі I описують лише перші роки, ймовірно, перші 10 років його правління, але з них видно, що хетти за ці роки завдали відчутних ударів царству Ямхад. Великі військові експедиції проти Ямхад мали місце і в наступні роки, коли, ймовірно, і були розгромлені Каркемиш, Заруар, Хурпана, Аштата — північні союзники Халапа. Боротьба проти Ямхад носила дуже запеклий характер. Мабуть, в одній з військових компаній проти нього Хаттусілі був навіть важко поранений, так як його наступник Мурсілі I у своїй написи каже, що він «помстився Халапа за кров батька». Зрештою, мабуть, між хетами і Халапа був укладений мирний договір. Погано збережений текст розповідає начебто про те, що Ярімлім III і його спадкоємець Хаммурабі, принесли Хаттусілісу клятву вірності.

## Розлад всередині царської сім'ї
Держава Хаттусілі було досить нестійким утворенням. Навіть на найважливіших державних чиновників і воєначальників він не завжди міг покладатися. Змови та інтриги постійно потрясали сім'ю самого Хаттусілі. Спочатку змову влаштував його син Кіццувас, правитель міста Пурусханти. Змова була розкрита і змовників схопили.
Потім піднялися «раби князів» і стали знищувати «будинку князів». Повстання придушили, але деякі із синів Хаттусилі в ході його втратили життя.
Особливо ускладнилися сімейні справи Хаттусили, коли цар постарів і став часто хворіти.
Спочатку піднялися жителі міст Сінахува і Убарі, бажали звести на трон одного з синів Хаттусіліса. Хаттусіліса придушив цей заколот.
Потім розвів інтриги син Хаттусили Хуцція, правитель міста Таппасанда (місто на півдні Малої Азії, в Лувіі). Царю довелося його змістити.
Потім дочка Хаттусілі і вельможі Хаттусилісом обурили проти царя столицю і розв'язали громадянську війну. Хаттусілі вийшов у війні переможцем і заслав дочку в Куссар, але вона і там організувала змову. Її схопили і позбавили усіх прав царівни.
Бажаючи покласти край інтригам, Хаттусили призначив спадкоємцем престолу сина своєї сестри — молодого Лапарнаса (III). Але той затіяв змову з метою вбивства царя. Хаттусіліса схопив змовників. Лапарнаса позбавилив всіх прав члена царської родини, а спадкоємцем трону і співправителем хворого Хаттусілі був оголошений неповнолітній онук царя Мурсілі.
Панку (народні збори), військо і сановники присягнули Мурсії в місті Куссар — старої столиці держави.
Це обурило синів Хаттусилі, які вирішили вбити Мурсілі, а на трон звести Лапарнаса III.
Вони виступили, коли Мурсіліс став повнолітнім і стало ясно, що старий Хаттусілі, незважаючи на свої хвороби, може прожити ще досить довго. Однак Хаттусілі I і Мурсії I розгромили змовників. Лапарнас III втік до сина Хаттусілі Хапп, який правив у Цальпе (на березі Чорного моря). Терпіння Хаттусілі закінчилося і він приступив до страт змовників, незважаючи на родинні зв'язки. Хаттусілі зажадав видачі Лапарнаса III, проте Хаппіс відмовив батькові. Мурсії I виступив на Цальпу. У битві при Харахсі армія Хаппіса і Лапарнаса була розгромлена. Залишки заколотників сховалися в Цальпі, але на їхнє щастя Мурсіліса не пішов на Цальпу, а повернув на південь. Мабуть, повстання та заколоти палали по всій країні.
Тільки через три роки Хаттусілі і Мурсії знову з'явилися з армією під Цальпою і обложили місто. Мурсії незабаром пішов воювати проти Ямхада та Хассуви, які розгорнули бойові дії на південно-сході, а Хаттусілі залишився осаджувати Цальпу. Облога цього міста йшла два роки. Коли ж Цальпа впала, Хаттусілі I зруйнував місто і повернувся в Хаттусу, де незабаром і помер. Мурсії I в цей час облягав в Сирії Халпу (Халапа) — столицю держави Ямхад.
Дружиною Хаттусілі I частина хеттологів раніше вважала царицю Хастаяр. У хетських же джерелах дружиною Хаттусілі названа Каттусі (Каддуші)), яка називається також і дружиною царя Лапарнаса. На підставі цього ці дослідники вважають Хаттусілі I і Лапарнаса I однією особою, так як на їх думку Тавананнас і Каддусіс — це одна особа. Однак Хастаяр — це дочка Хаттусіліса (і мати Мурсіліса II). Є й тексти, з яких випливає, що тавананна (варіант наннас) і Каттус — це різні люди (KUB XI 4; Bo422).
(Джерела: хетські тексти Хаттусили і його часу).